# Nemuro, Hokkaidō
Nemuro (根室市 Nemuro-shi, Ainu: Ni mu oro) là một thành phố thuộc tỉnh Hokkaidō, Nhật Bản.
Đây là thủ phủ của phó tỉnh Nemuro. Phần lớn thành phố nằm trên bán đảo Nemuro.
Tính đến ngày 29 tháng 2 năm 2012, thành phố này có dân số ước tính 29.087 người, với 12.966 hộ gia đình, và mật độ dân số 56,74 người trên km² (147,0 người trên mỗi dặm vuông). Tổng diện tích là 512,63 km2 (197,93 dặm vuông).

## Khí hậu
Nemuro, giống như hầu hết Hokkaido, có khí hậu lục địa ẩm ướt (phân loại khí hậu Köppen Dfb) với mùa hè ấm áp và mùa đông lạnh giá. Giống như nhiều đảo Kuril phía Bắc, nó có độ trễ theo mùa rất mạnh, nhiệt độ cao nhất vào tháng 8 và tháng 9 và thấp nhất vào tháng 2, mặc dù không ảm đạm như các đảo Bắc Thái Bình Dương cực tím như Simushir hoặc quần đảo Aleutia. Vị trí bán đảo làm cho Nemuro rất nhiều gió, đặc biệt là vào mùa thu và mùa đông với tốc độ gió trung bình lên đến 22,7 km / giờ (14,1 mph) vào tháng 11.